# Belgische wetgevende verkiezingen 1857

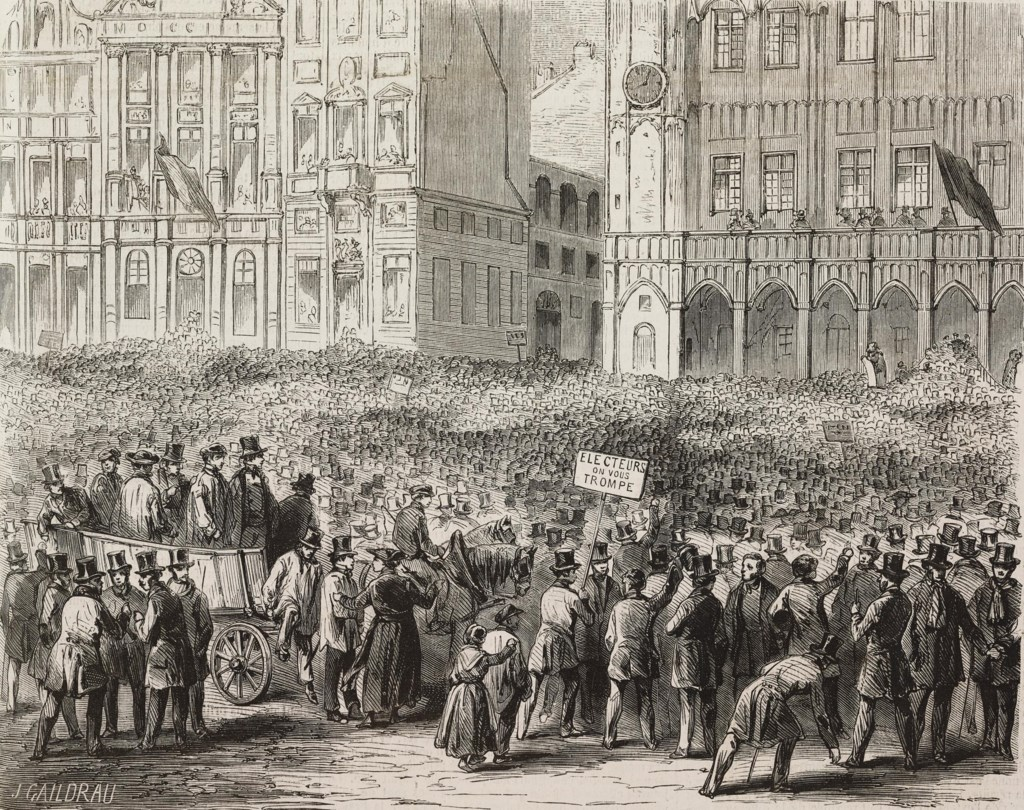
Liberale betoging op de Grote Markt van Brussel

Op donderdag 10 december 1857 werden wetgevende verkiezingen gehouden in België waarbij de gehele Kamer van volksvertegenwoordigers werd vernieuwd.

## Politieke achtergrond
De liberalen hadden de meerderheid in de Senaat, en de katholieken in de Kamer. De unionistische regering-De Decker ondervond moeilijk samenwerken tussen beide partijen. Er kwam opstand tegen de zogenaamde "kloosterwet" (loi des couvents), voorgesteld door katholiek regeringsleider Pierre de Decker, die aan kloosters het beheer van liefdadigheidsinstellingen zou geven. De liberalen waren hiertoe niet bereid, omdat dit ingaat tegen de scheiding tussen Kerk en Staat. Met het liberale revolutiejaar 1848 in het achterhoofd en de gebeurtenissen toen in Parijs in het bijzonder, mobiliseerden de liberalen een betoging in Brussel bij de behandeling van de wet in mei 1857. De kloosterwet werd begraven en erger werd voorkomen.
De gemeenteraadsverkiezingen van 27 oktober 1857 gaven de liberalen een grote winst, waarna op 30 oktober 1857 de regering ontslag nam. Hierop kwam de liberale regering-Rogier II in functie op 9 november 1857, en werd de Kamer ontbonden bij koninklijk besluit van 12 november 1857. Normaal zouden reguliere gedeeltelijke Kamerverkiezingen pas in juni 1858 vallen.
Deze verkiezingen zorgden voor een overwinning van de liberalen (70 zetels tegenover 38 voor de katholieken), die vanaf nu een meerderheid in beide kamers hadden.

## Verkozenen

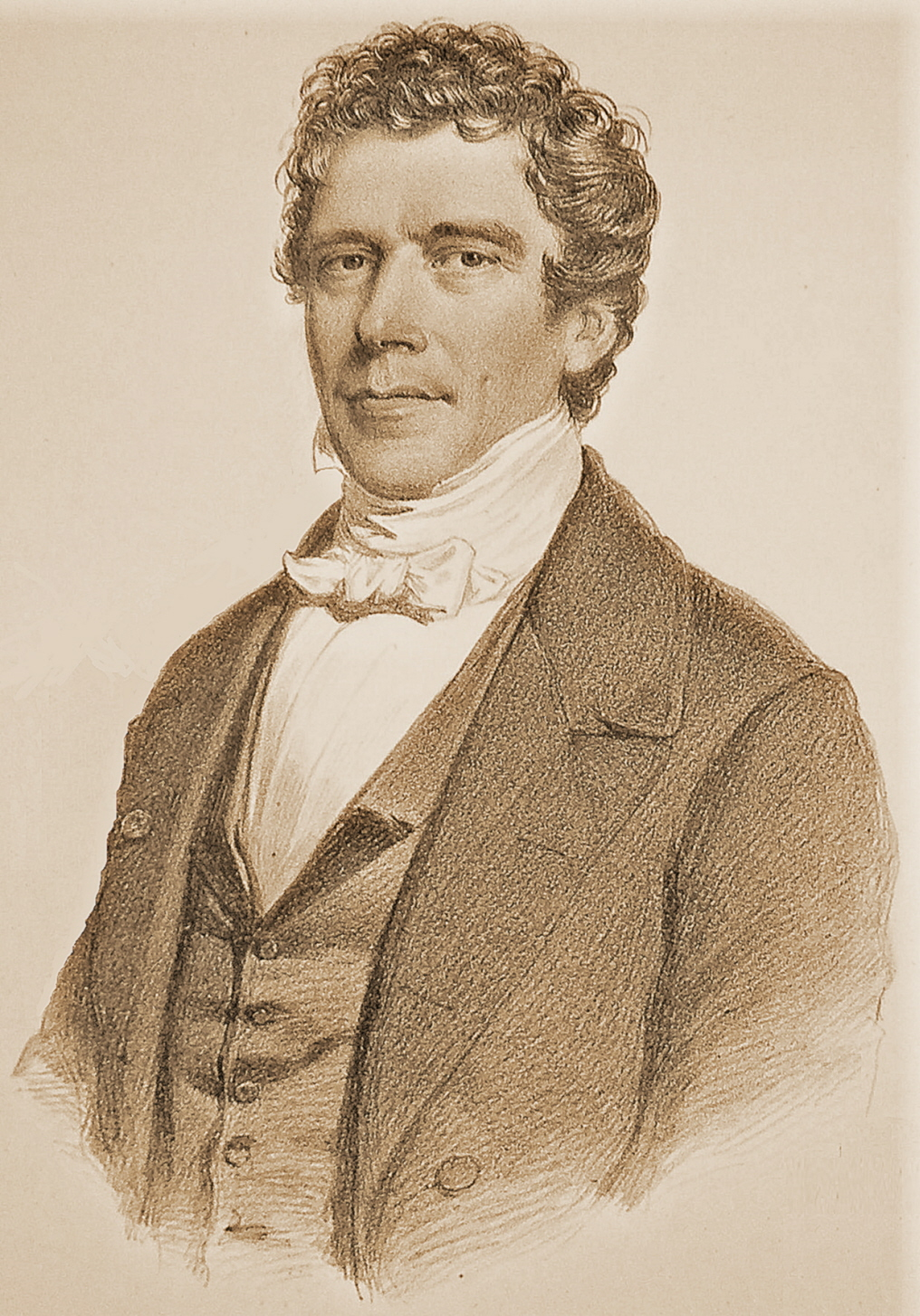
Charles Rogier, liberaal kabinetsleider

Kabinetsleider Charles Rogier werd verkozen in twee arrondissementen, maar koos ervoor als vertegenwoordiger van het arrondissement Antwerpen te zetelen.
Provincie Antwerpen (10; 5 liberalen en 5 katholieken)
- Antwerpen: 5 liberalen
- Mechelen: 3 katholieken
- Turnhout: 2 katholieken

Provincie Brabant (17; 14 liberalen en 3 katholieken)
- Leuven: 3 katholieken + 1 liberaal
- Brussel: 9 liberalen
- Nijvel: 4 liberalen

Provincie Limburg (5; 4 katholieken en 1 liberaal)
- Hasselt: 2 katholieken
- Maaseik: 1 katholiek
- Tongeren: 1 katholiek + 1 liberaal

Provincie Oost-Vlaanderen (20; 13 katholieken en 7 liberalen)
- Aalst: 3 katholieken
- Oudenaarde: 3 katholieken
- Eeklo: 1 katholiek
- Gent: 7 liberalen
- Dendermonde: 3 katholieken
- Sint-Niklaas: 3 katholieken

Provincie West-Vlaanderen (16; 10 katholieken + 6 liberalen)
- Brugge: 3 liberalen
- Tielt: 2 katholieken
- Roeselare: 2 katholieken
- Kortrijk: 3 katholieken
- Ieper: 2 katholieken + 1 liberaal
- Oostende: 1 liberaal
- Diksmuide: 1 liberaal
- Veurne: 1 katholiek

Provincie Henegouwen (18; 17 liberalen en 1 katholiek)
- Aat: 2 liberalen
- Doornik: 4 liberalen
- Charleroi: 3 liberalen
- Thuin: 2 liberalen
- Bergen: 4 liberalen
- Zinnik: 2 liberalen + 1 katholiek

Provincie Luik (11 liberalen)
- Borgworm: 1 liberaal
- Hoei: 2 liberalen
- Luik: 5 liberalen
- Verviers: 3 liberalen

Provincie Luxemburg (5 liberalen)
- Marche-en-Famenne: 1 liberaal
- Bastenaken: 1 liberaal
- Aarlen: 1 liberaal
- Virton: 1 liberaal
- Neufchâteau: 1 liberaal

Provincie Namen (6; 4 liberalen en 2 katholieken)
- Namen: 2 liberalen + 1 katholiek
- Dinant: 1 liberaal + 1 katholiek
- Philippeville: 1 liberaal